# Альтенштайн
Альтенштайн (нем. Altenstein) — замок в Германии, на юго-западном склоне горы Заксен-Майнинген (нем. Sachsen-Meiningen), в Тюрингенском Лесу, неподалёку от Айзена в черте города Бад-Либенштайн. Это летняя резиденция князя Майнингена, вокруг разбит парк, в котором среди всего прочего есть подземный ход длиной 500 футов, через который протекает большой и быстрый поток воды. В парке похоронены последний герцог Саксен-Мейнингена Бернгард III и его супруга Шарлотта.
Бонифаций, немецкий апостол, жил и проповедовал в Альтенштайне в 724 году. Рядом находится то самое место, где в 1521 году Фридрих Мудрый взял в плен Лютера, который затем был вывезен в Вартбург.